# Dance or Die (documentaire)
Pour les articles homonymes, voir Dance or Die.
Pour plus de détails, voir Fiche technique et Distribution.
Dance or Die est un film documentaire néerlandais, réalisé par Roozbeh Kaboly, sorti en 2018.

## Synopsis
Ahmad Joudeh est né en 1990 à Yarmouk, un camp de réfugiés palestiniens à Damas. Sa mère est syrienne, son père palestinien. De 2007 à 2016, il vit et étudie à Damas, où il enseigne également le ballet pour gagner sa vie. Dance or Die est la devise de sa vie, qu'il s'est fait tatouer sur le cou. En raison de la guerre civile en Syrie, il lui est très difficile de danser dans sa ville natale. Ted Brandsen, directeur artistique du Het Nationale Ballet néerlandais, lance une campagne de financement participatif intitulée Dance for Peace, afin d'aider Joudeh à venir aux Pays-Bas, où il suit une formation de quatre ans avec le Nationale Ballet d'Amsterdam.

## Contexte
Le documentariste néerlandais Roozbeh Kaboly découvre le jeune danseur et filme sa vie entre juillet 2016 et octobre 2017. Cela donne lieu à trois courts documentaires de 15 minutes qui sont diffusés le 6 août 2016 dans Nieuwsuur sur NPO 2 (la vie d'Ahmad Joudeh en Syrie), le 3 décembre 2016 (Ahmad Joudeh déménage à Amsterdam) et le 9 janvier 2017 (les premiers mois d'Ahmad Joudeh en Europe). Les trois premiers reportages sont développés dans le documentaire Dance or Die, qui est diffusé le 18 mars 2018 dans Het uur van de wolf sur NTR. Le film est projeté le 29 septembre 2018 au Festival du cinéma néerlandais d'Utrecht. 

## Distinctions
Dance or Die remporte l'International Emmy Award dans la catégorie Arts Programming le 25 novembre 2019. 